# Platz der Alten Synagoge (Freiburg im Breisgau)
Der Platz der Alten Synagoge in Freiburg im Breisgau ist mit seiner quadratischen Grundfläche von 130 × 130 Metern der zweitgrößte innerstädtische Platz nach dem Münsterplatz.
Der Platz erhielt 1996 den heutigen Namen nach der beim Novemberpogrom 1938 zerstörten Synagoge, die im Südwesten des heutigen Platzes 1869/1870 erbaut worden war.
Am Platz befindet sich das Stadttheater und das Kollegiengebäude II der Albert-Ludwigs-Universität. Im Süden, auf Höhe der Sedanstraße, schließt sich der Platz der Universität an, an dem sich das Kollegiengebäude I und die Universitätsbibliothek befinden.
Von ca. 1927 bis 1939 und nach 1945 bis in die 1980er Jahre trug die gesamte Fläche zwischen Bertold- und Belfort-Straße den Namen Werthmannplatz, bis der ehemalige Synagogen-Standort zum Europaplatz wurde. Der Platz der Universität hat seinen Namen seit dem Jahr 2007.
Im Zuge des Projekts Rotteckring wurde der Platz seit 2016 grundlegend umgestaltet. In der Nord-Süd-Achse wurde die bisher den Platz durchquerende Autostraße des Innenstadtrings durch eine Straßenbahntrasse und die bisherige Rasenfläche durch einen durchgehenden Bodenbelag ersetzt. Der neu gestaltete Platz wurde am 2. August 2017 eröffnet.

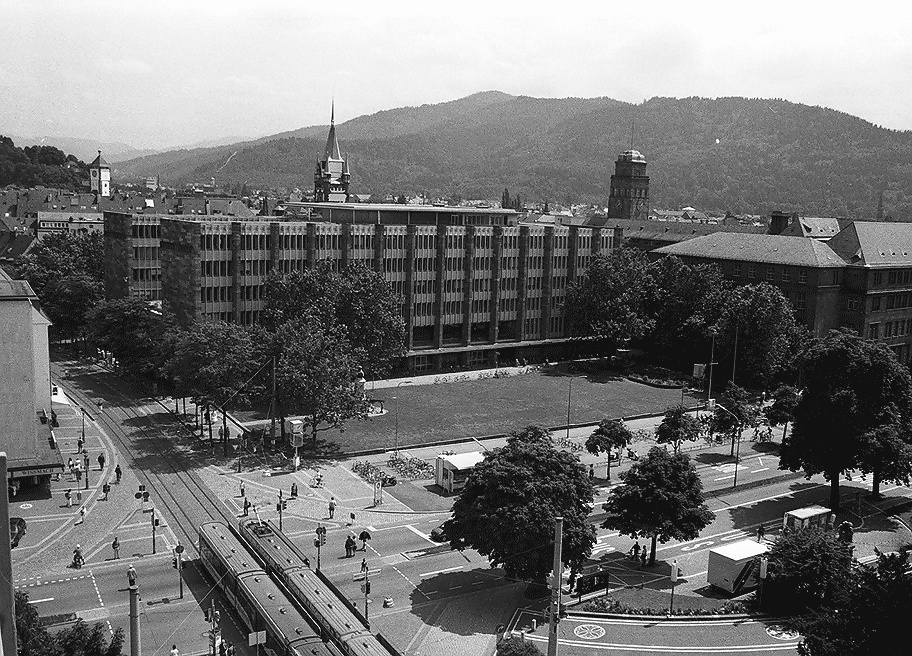
Östlich des Platzes der Alten Synagoge (im Bild dahinter), auf dem sich u. a. die Synagoge befunden hatte, wurde Anfang der 1960er-Jahre das Kollegiengebäude II der Universität errichtet (1996)

## Geschichte

### Bastionen, Rempart und Rempartstraße

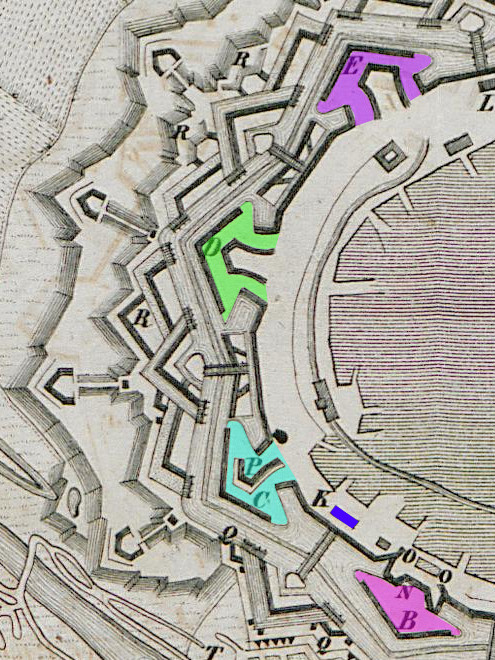
Ausschnitt aus Belagerungsplan von 1744 (heutige Bebauung in Klammer):
Bastei St. Josef (Colombischlössle)
Bastei St. Leopold (Stadttheater)
Bastei Kaiserin (Mensa)
Breisacher Tor
Bastei Kaiser (Holzmarkt)

Im 17. Jahrhundert wurde Freiburg im Auftrag des französischen Königs Ludwig XIV. durch Sébastien Le Prestre de Vauban zur Festung ausgebaut. In der Gegend des heutigen Platzes befanden sich die Bastion Dauphin (später Bastei St. Leopold) und ein Rempart, der sie mit der Bastion de la Reyne (später Bastei Kaiserin) und der ihr folgenden Kaiser-Bastei verband. An den Standorten der beiden letztgenannten befinden sich heute die Mensa der Universität und der Holzmarkt.
Bis zu ihrem Abzug am 29. April 1745 infolge des Friedens von Füssen sprengten die Franzosen den Großteil der Festungswerke, die Erdwerke verblieben jedoch als Schutthalden. Trotz einer Verdopplung der Einwohnerzahl in den folgenden Jahrzehnten, waren es erst der 1845 eröffnete, außerhalb der Altstadt erbaute Freiburger Bahnhof und die zunächst dort endende Bahnstrecke aus Offenburg, die zu einer westlichen Stadterweiterung über die ehemaligen Festungsgrenzen hinweg führten. Mit dem am 29. März 1846 von der Regierung des Oberrheinkreises genehmigten Entwurf des Bauverwalters Joseph Roesch, wurde der Weg frei zur Anlage neuer Straßen im Dorf Wiehre sowie zwischen Bahnhof und Altstadt.
Nach 1863 errichtete Ludwig Klehe, Eigentümer des Hammerwerkes Gaggenau, an der Kreuzung Bertholdstraße und spätere Rempartstraße auf dem Gelände der ehemaligen Leopold-Bastei eine Villa, in der 1869 auch Heinrich von Stein lebte.
Die ebenfalls 1863 gegründete Israelitische Religionsgesellschaft erwarb Ende des Jahrzehnts das spätere Grundstück Rempartstraße 15 gegenüber, um dort eine Synagoge zu errichten. Da das Bürgermeisteramt die Abtragung des Remparts zur Errichtung einer Straße plante, verpflichtete es die Gemeinde, die dadurch notwendigen Baumaßnahmen an der Synagoge, wie die Anlage von Böschungen, Treppen usw., selbst zu tragen. Von Herbst 1869 wurde innerhalb eines Jahres die Synagoge nach Plänen von Georg Jakob Schneider erbaut, der bereits die Pläne zum Colombischlössle (1859/1860) entworfen hatte, an dessen Standort sich die der Leopoldsbastion folgende Bastion Saint Louis (Bastei St. Josef) befunden hatte.
Das Gebäude südlich der Synagoge war 1777/1778 oder 1781 zunächst als vorderösterreichisches Garnisonlazarett anstelle des Häuserviertels „Fauler Pelz“ erbaut und Anfang des 19. Jahrhunderts in ein Zuchthaus umgewandelt worden. 1868, noch vor Vollendung der späteren Justizvollzugsanstalt Freiburg, wurde es zur Rempartkaserne.
Passend zum Kasernennamen war bis zum Jahr 1866 aus Teilen der bereits 1810 im Freiburger Adressbuch genannten Ortsbezeichnung Rampart die Rempartstraße hervorgegangen. Der Großteil der Rempartstraße hatte sich jedoch im Bereich Beim Breisacher Tor befunden, dessen anderer Teil in die neue Gartenstraße integriert worden war. Gleichzeitig war aus der nach den ehemaligen Betreibern von Gymnasium und Universität benannten Jesuitengasse bis 1866 die Bertholdstraße geworden. Die Fortsetzung der Rempartstraße auf der gegenüber liegenden Seite der Bertholdstraße hieß bereits seit 1865 Rotteckstraße. Ab 1867 wurde das Areal, wie der Rest der Stadt, mit Hausnummern versehen, die in jeder Straße von vorn beginnen, anstatt der bisher über vier Stadtviertel fortlaufenden Nummerierung.

### Werderstraße

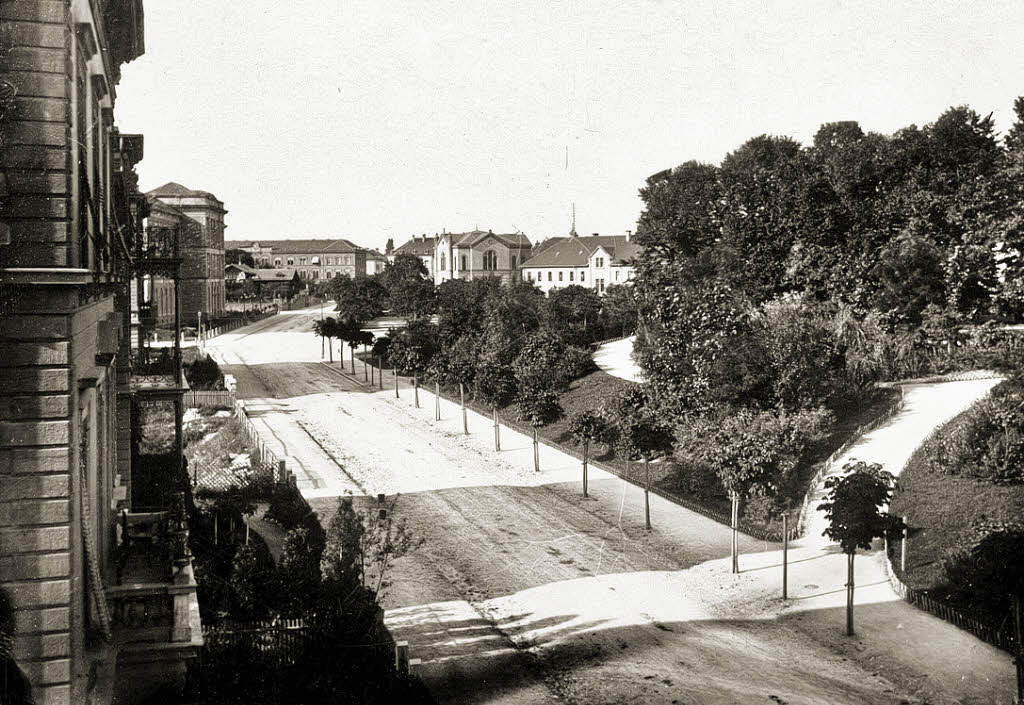
Werderstraße mit Alleegarten, im Hintergrund (v. r. n. l) ein Nebengebäude der Rempartkaserne, die Synagoge, das Bertholdgymnasium und das Rotteck-Gymnasium (nach 1876)

Begünstigt durch den wirtschaftlichen Aufschwung nach der Reichsgründung und den gewonnenen Deutsch-Französische Krieg 1870/1871 wurden westlich der Rempartstraße mehrere Straßen angelegt, deren Namen sich noch heute auf diese Zeit beziehen. Sie wurden nach der Belagerung von Belfort, der Schlacht von Sedan, dem Generalfeldmarschall Helmuth von Moltke sowie dem deutschen Kaiser Wilhelm I. benannt. Die Rempartstraße selbst wurde teilweise zur Werderstraße. Diese nach dem preußischen General August von Werder benannte Straße wurde 1876 erbaut, um die Gartenstraßenbrücke (später durch die Friedrichs- und Kronenbrücke ersetzt) mit der Bertholdstraße zu verbinden, die 1869 einen Holzsteg über die Dreisam ersetzt hatte. Ebenfalls an den General erinnerte seit 1874 ein Denkmal an der ehemaligen Villa Klehe. Sie war um 1873 von Wilhelm August Platenius erworben worden, dem ersten Vorstand der 1870 gegründeten Deutschen Bank. Zudem war die Werderstraße, genauer der Alleegarten am Ort der ehemaligen Bastei Kaiserin, einer der verworfenen potenziellen Standorte für das 1876 enthüllte Siegesdenkmal, mit dem neben dem XIV. Armee-Korps ebenfalls Werder als dessen Anführer geehrt wurde.
Von 1872 bis 1874 entstand neben der Villa Platenius und der Sedanstraße nach Plänen von Heinrich Lang die Oberrealschule – das spätere Rotteck-Gymnasium Freiburg.
Anfang der 1880er-Jahre folgten auf dem Grundstück neben Rotteck-Gymnasium und Belfortstraße, gegenüber dem Alleegarten, zwei dreigeschossige Gebäude nach Plänen von Christoph Walter und Friedrich Jacobsen. Das Eckhaus, diente ab 1882 dem Stadtrat und Weinwirt Karl Thomann (1840–1904) erst als Café und Restaurant, bevor es Ende der 1880er-Jahre zum Hotel erweitert wurde.

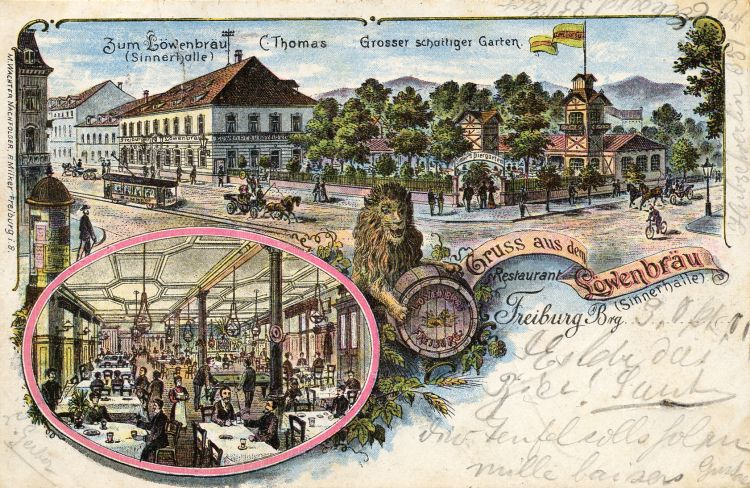
Restaurant Löwenbräu mit Gartenwirtschaft und Saalbau am Eingang der Werderstraße (um 1900)

Im Jahr 1885 übernahm Louis Sinner die Brauerei an der der Villa Platenius gegenüber liegenden Ecke Werder- und Bertholdstraße. Sie war Ende des 18. Jahrhunderts von Braumeister Fähndrich gegründet worden und hatte sich seit 1814 im Besitz der Familie Kuenzer befunden. 1887 erwarb Sinner zudem die Löwenbrauerei mit ihrem Stammsitz in der neben der Synagoge beginnenden Löwengasse. Er verschmolz die Betriebe zur Löwenbrauerei (Louis Sinner) AG, die er 1888 zusammen mit Karl Küchlin und Michael Hassler gründete, und errichtete im Stühlinger, bei einem Keller der Löwenbrauerei, eine gemeinsame Brauereianlage. Sinner wandelte die Felsenkeller Kuenzer’sche Brauerei in das Restaurant Löwenbräu um und erweiterte es um eine Gartenwirtschaft und einen Saalbau, der, ebenso wie der gesamte Komplex, spätestens ab 1900 auch als Sinnerhalle bezeichnet wurde.

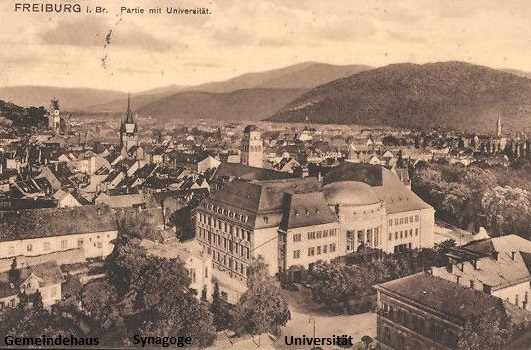
Baumbestandener Platz mit Synagoge und jüdischem Gemeindehaus (linker Bildrand) neben dem Kollegiengebäude I der Universität (um 1913)

Platenius verkaufte seine Villa 1896 an die Stadt und wurde im folgenden Jahr, über seinen Sohn Otto Platenius, zum Schwiegervater der späteren Abgeordneten Helene Platenius. Die Villa wurde 1905 abgerissen, um Platz für das 1910 eröffnete Stadttheater zu schaffen. Es war nach Plänen des Berliners Heinrich Seeling errichtet worden – dem „erfolgreichsten Theaterarchitekten seiner Zeit“.
Die Rempartkaserne war nach Vollendung der Erbgroßherzog-Friedrich-Kaserne im Jahr 1895 ebenfalls an die Stadt übergegangen. Sie wurde 1906 für den Bau des späteren Kollegiengebäudes I der Universität abgerissen. Der 1911 eröffnete Bau war ursprünglich von Friedrich Ratzel geplant und nach dessen Tod von Hermann Billing vollendet worden. Die sich an das neue Kollegiengebäude anschließende Universitätsbibliothek (heute: Kollegiengebäude IV) in der Rempartstraße war bereits 1902 eröffnet wurden. Architekt hier war Carl Schäfer, der später Martins- und Schwabentor umgestaltete.
Billing war zudem bereits am 1906 eröffneten Park-Hotel Hecht beteiligt gewesen: Thomanns Nachfolger Gustav Hecht (Pächter ab 1891, Eigentümer ab 1899) hatte dafür 1905 das Nebengebäude Werderstraße 4 erworben, mit dem Eckhaus vereint und aufgestockt. Neben seinem Kollegen, dem Regierungsbaumeister Josef Mallebrein, hatte Billing in der Planung jedoch vermutlich nur eine kleine Rolle gespielt.

### Werthmannplatz
Ab dem Jahr 1927 begann die Werderstraße, deren Anfang sich im Vorjahr noch an der Bertoldstraße befunden hatte, erst hinter dem Werthmannplatz. Dieser war inzwischen dem 1921 verstorbenen Caritasverband-Gründer Lorenz Werthmann gewidmet worden und verlief von der Bertold- bis zur Belfort-Straße. Bereits zum 1. Mai 1924 war das Park-Hotel Hecht an den Caritasverband verkauft worden, der es als Werthmannhaus zu seiner Zentrale gemacht machte.
Die bis 1931 eingelagerte Werder-Büste aus der Villa Platenius wurde im Alleegarten gegenüber aufgestellt.

#### Nationalsozialismus und Zweiter Weltkrieg
In einem Gipsmodell der Freiburger Stadtplanung unter Stadtbaumeister Joseph Schlippe aus dem Jahr 1937 ist die Synagoge nicht zu finden; stattdessen sollte die Werderstraße zu einem großen Aufmarschboulevard verbreitert und auf dem Synagogenareal nach Entfernung des Synagogenhügels ein hufeisenförmiges Universitätsgebäude errichtet werden.
Im folgenden Jahr, während der Reichspogromnacht vom 9. auf den 10. November 1938 setzten Freiburger SS- und SA-Mitglieder gegen 3 Uhr die Synagoge in Brand. Die Brandruine wurde am selben Tag durch SS und SA gesprengt und die Umfassungsmauern umgehend abgetragen. Trümmer der Synagoge sowie im Erdreich vorhandene Fundamentmauern verblieben zunächst auf dem Areal. Ebenfalls erhalten blieben die Außentreppen, die von Westen und Osten auf den Synagogenhügel geführt hatten, sowie damit verbundene Mauerreste.

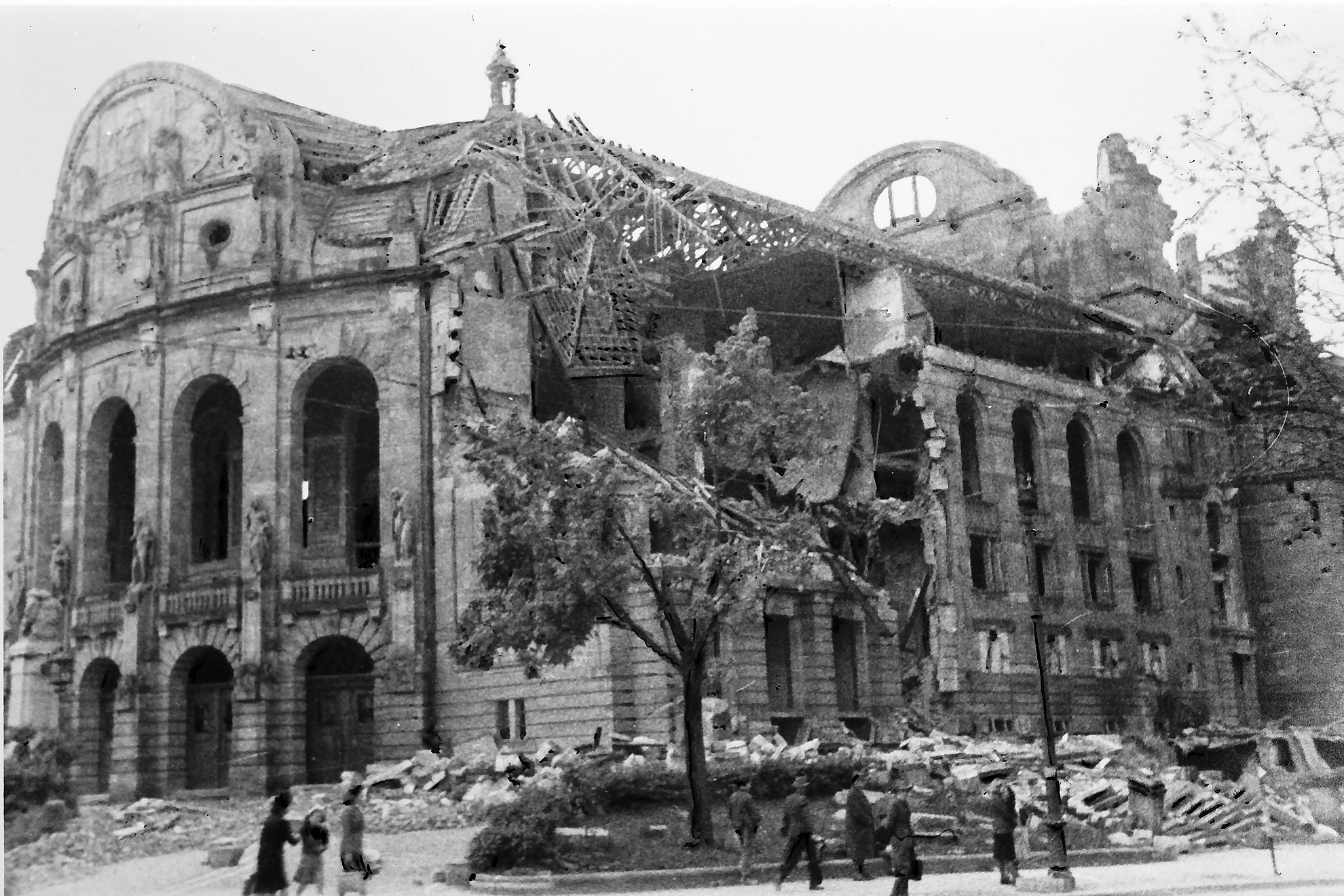
Kriegsbeschädigtes Stadttheater

Im März 1939 wurden Synagogenplatz und das verwüstete jüdische Gemeindehaus zwangsweise „arisiert“ und gingen per Kaufvertrag mit dem Oberrat der Israeliten in das Eigentum der Stadt Freiburg über. Diese ließ 67.000 Reichsmark, abzüglich der Kosten für die Trümmerbeseitigung, auf ein Sperrkonto überweisen. Schlippes Plan wurde während des Krieges nicht umgesetzt.
Im Freiburger Adressbuch von 1939 waren nur noch die geraden Hausnummern am Werthmannplatz genannt, also Rotteck-Schule und Caritasverband. In der folgenden Ausgabe gab es keinen Werthmannplatz mehr: der Deutsche Caritasverband saß fortan im Werthmannhaus in der Werderstr. 4, die Rotteck-Schule in der nun verlängerten Rotteckstraße 10.
Während des Zweiten Weltkriegs, besonders durch den britischen Luftangriff vom 27. November 1944, wurden die Gebäude auf dem Platz (ehemaliges jüdisches Gemeindehaus, Brauerei, Peterhof-Kaserne) und in dessen Nähe (Stadttheater, Universität, Rotteck-Gymnasium) erheblich beschädigt oder völlig zerstört. Anstelle des Biergartens befand sich ein Bombenkrater. Neben den Schäden am Universitätsgebäude wurden die Attikafiguren Wahrheit und Freiheit von Wilhelm Gerstel ebenso zerstört, wie der Kopf der Trauernden auf dem Universitäts-Kriegerdenkmal vom Arnold Rickert (1928).

#### Wiederaufbau
Mit dem Adressbuch von 1946 wurde der Platz vor dem Werthmannshaus wieder zum Werthmannplatz.
Am 1. Dezember 1948 schlossen Stadt und Land mit der Gemeinde einen Vergleich, nach dem die Stadt Eigentümerin des ehemaligen Synagogengeländes bleiben würde. Sie verpflichtete sich im Gegenzug zur Bezahlung der Wiederherstellung des jüdischen Friedhofs, der Ummauerung des Friedhofsareals sowie des Baus eines Wärterhauses mit Friedhofshalle.
Das Stadttheater wurde bis 1949 wiederaufgebaut. Die inzwischen zur höheren Bürgerschule gewordene Oberrealschule war bereits bis 1948 weitgehend wiederhergestellt worden, da dort die 1. Badische Industrie- und Gewerbeausstellung (BIGA) stattfand. Jedoch dauerte es bis 1950, die letzten Schäden zu beheben und die Einrichtung fertigzustellen.
Die Baumaßnahmen am Universitätsgebäude dauerten bis 1951. Im selben Jahr wurden die Trümmer der Synagoge sowie der Synagogenhügel bis zum Straßenniveau abgetragen. Parallel waren ab dem Winter 1947/1948 fünf einstöckige Behelfsläden zur Verbesserung der Versorgungslage von der Bertholdstraße bis hin zur Einmündung der Löwenstraße errichtet worden. Weitere fünf Behelfsläden lagen an der Bertholdstraße.
Der Vergleich zwischen jüdischer Gemeinde und der Stadt hatte zudem geregelt, dass das „Gelände nicht für Zwecke verwendet werden darf, die eine Profanierung darstellen könnten.“ Der Stadtrat beschloss am 9. Juli 1954, dass die Nutzung als Parkplatz mit dieser Vereinbarung vereinbar sei.

#### Universitätserweiterung
Im Rahmen eines großflächigen Grundstückstauschs erwarb das Land Baden-Württemberg von der Stadt zwischen 1950 und 1956 das an das Kollegiengebäude I (KG I) angrenzende Areal zwischen Bertoldstraße, Werderring und Löwenstraße (sowie den Peterhof), um dort im Laufe der nächsten Jahre zusätzliche Universitätsgebäude zu errichten. Die Universität gab dafür den Standort des früheren „Gymnasium Academicum“ und der ersten Universitätsbibliothek (später Buchhandlung Rombach) auf. 1956 bis 1961 wurde das neue KG II errichtet, das der Karlsruher Architekt Otto Ernst Schweizer als dominierendes Gebäude des Areals entworfen hatte und dessen Westfassade parallel zu der des angrenzenden KG I, aber zurückgesetzt verläuft, sodass durch die etwa 100 Meter Abstand zum westlich gelegenen Stadttheater die heutige Platzfläche entstand. Die Buntsandsteinfassade nimmt das Material des KG I und des Freiburger Münsters auf. In der entstandenen nordöstlichen Platzecke vor dem KG II war ein runder Bewirtungspavillon der Löwenbrauerei Louis Sinners geplant, die weiterhin Eigentümerin dieses Areals war. Aus Kostengründen verzichtete sie im Januar 1961 auf den Bau, ließ die Baugrube zuschütten und verkaufte das Grundstück an die Universität.

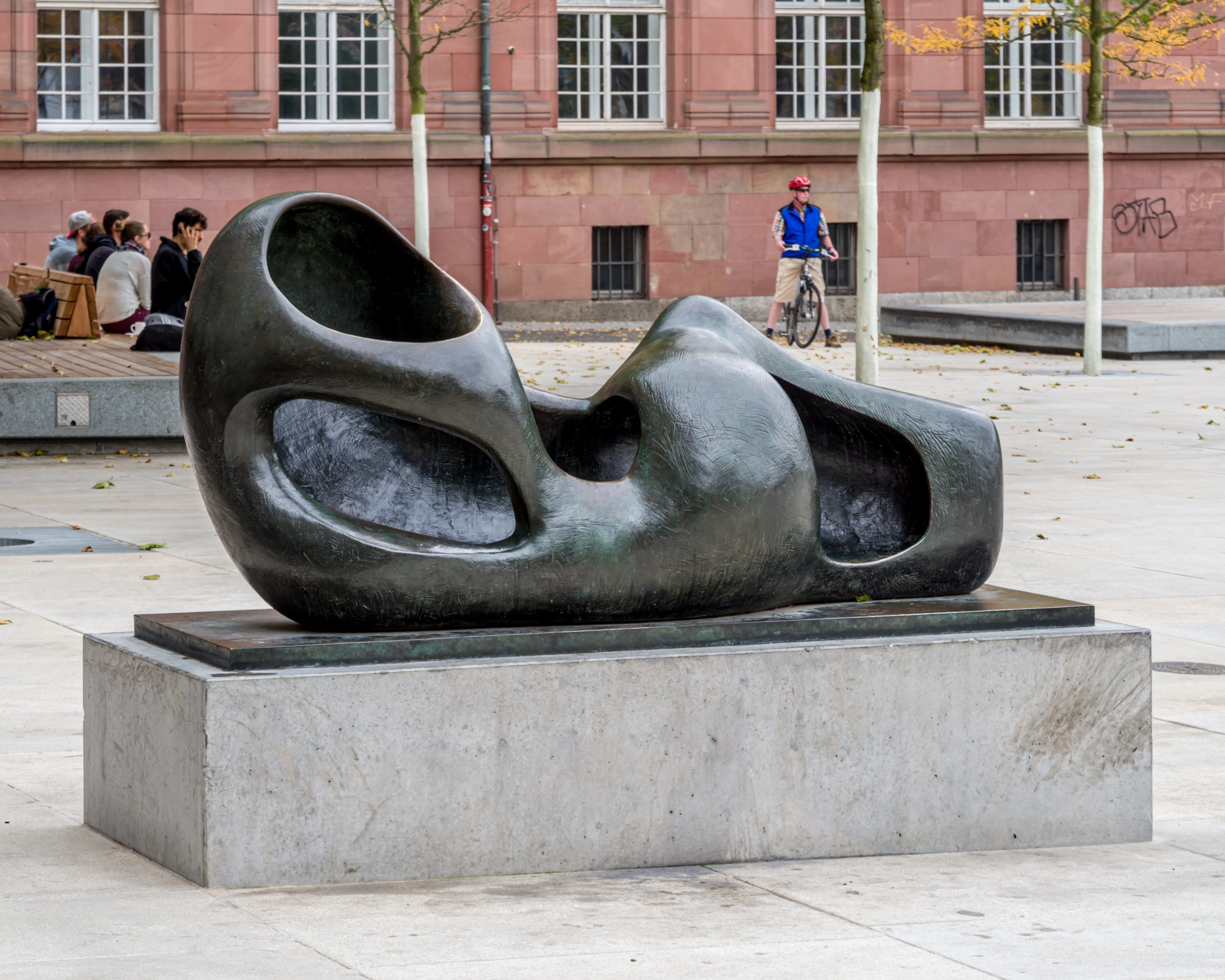
Reclining Figure (Liegende) von Henry Moore nach dem Platzumbau

Das Land Baden-Württemberg erwarb 1961, unter Beteiligung von Walter Müller, dem Leiter der südbadischen Bauverwaltung, für den Platz vor dem Neubau für 30.000 DM einen Neuguss der Plastik Reclining Figure (Liegende) vom Künstler Henry Moore. Entstanden war sie bereits 1953 als Folge von Moores Zeichnungen von Menschen, die im Zweiten Weltkrieg in der Londoner U-Bahn Schutz vor Bombenangriffen suchten. Sie wurde im Frühjahr 1961 vom Ministerpräsidenten Kurt Georg Kiesinger eingeweiht und sollte mit ihrer organisch-freien Form einen Kontrapunkt zur streng symmetrischen Fassade des KG II bilden. Sie war von ihrer Aufstellung an umstritten, sodass sie jahrelang in der Lokalpresse Thema blieb und Beinamen erhielt, wie „Emmentaler Venus“ und „ornamentale Abortbrille“. Geplanter Standort war eine zentrale Position nahe der Bertholdstraße, sie befand sich am Ende jedoch in der gegenüberliegenden Ecke zwischen KG II und KG I. Die Plastik hat inzwischen den Status eines eingetragenen Kulturdenkmals erhalten.

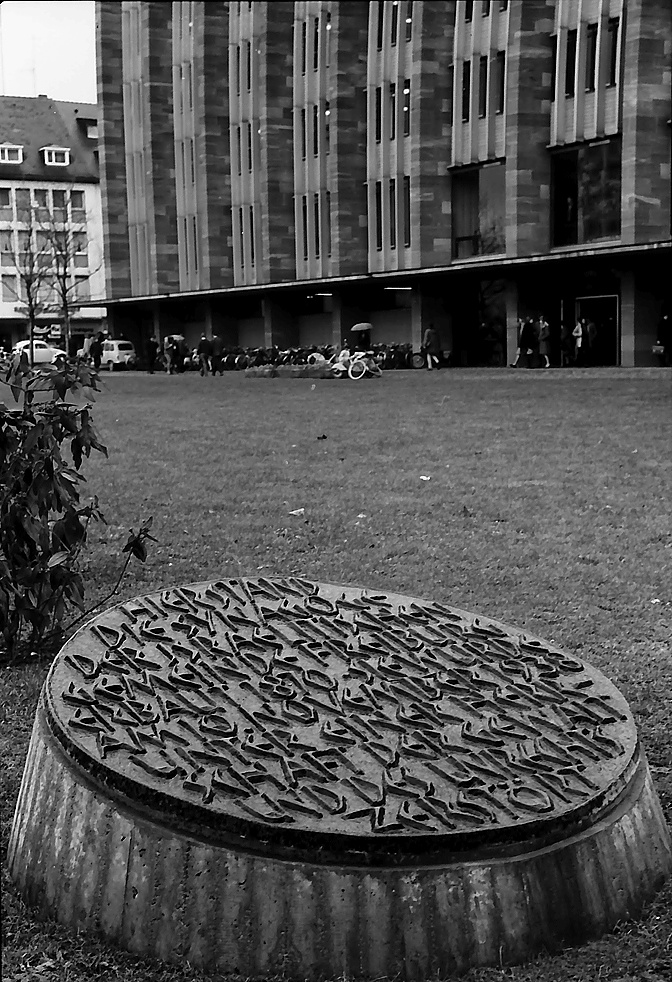
Aufgesockelte Gedenktafel zur Erinnerung an die Zerstörung der Synagoge (1966) vor dem Platzumbau

Anfang 1961 wurde auch die bis 2016 bestehende Form des Platzes mit eingefasster rechteckiger Rasenfläche angelegt. Die Behelfsläden hatten bis 1959, in einem Fall bis mindestens 1960 bestanden.
Die Stadtverwaltung plante zur Fertigstellung des neuen Kollegiengebäudes eine Bronzegedenktafel von Karl Rißler auf dem Rasen enthüllen zu können, die an das Schicksal der Synagoge erinnern soll. Jedoch verzögerte sich die Einigung zwischen Stadt und Universität, sodass die Gedenktafel erst am 11. November 1962 eingeweiht werden konnte. Am 9. November 1966 wurde die Gedenktafel ein zweites Mal enthüllt, jedoch auf einem Sockel. Wenig später wurde dieser mit einer Hecke umrandet.
Zwischen 1964 und 1965 wurde die Werderstraße in Werderring umbenannt.
1969 zog der Caritasverband und mit ihm der Name Werthmannhaus in den Neubau Karlstraße 40. Das Haus ging an die Universität. Ein Dachstuhlbrand im Jahr 1974 zerstörte den Eckturm des ehemaligen Wertmannhauses, der danach nicht wieder aufgebaut wurde.

1972 folgte der Abriss des benachbarten Rotteck-Gymnasiums, da es dem Neubau der Universitätsbibliothek im Wege stand. Gleichzeitig wurde das Rotteckdenkmal eingelagert, das sich seit 1937 in der Grünanlage nördlich des Gymnasiums, an der Ecke Rotteckring / Sedanstraße befunden hatte.

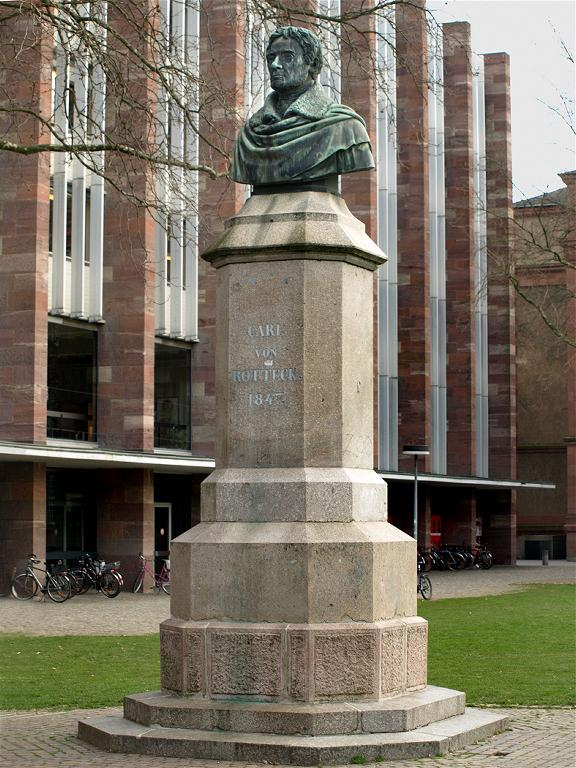
Rotteckdenkmal auf seinem Platz vor dem KG II vor dem Platzumbau

Im Jahr 1978 erwarb die Stadt Freiburg das Gelände vom Land Baden-Württemberg zum Bau einer Tiefgarage. Im Kaufvertrag verpflichtete sich die Stadtverwaltung, bei allen Änderungen am Platz eine schriftliche Genehmigung vom Vorstand der Israelitischen Gemeinde einzuholen.
1981 wurde das Rotteckdenkmal in der nordöstlichen Platzecke vor dem Kollegiengebäude II aufgestellt. 1983 stand auf der Wiese das Spiegelzelt des ersten Zelt-Musik-Festivals.

### Europaplatz
1984 wurde der Platz zwischen Bertold- und Sedanstraße in Europaplatz umbenannt, während der Teil zwischen Sedan- und Belfortstraße den bisherigen Namen Werthmannplatz behielt.
1996 folgte die Umbenennung in Platz der Alten Synagoge – nach Ansicht von Kritikern, wie dem Kunsthistoriker Peter Kalchthaler „eine längst überfällige Maßnahme“. Der frühere Name Europaplatz ging am 5. Mai 1997 im Beisein von Oberbürgermeister Rolf Böhme auf den Karlsplatz über. Inzwischen heißt er wieder Karlsplatz, da der Name Europaplatz spätestens 2001 auf den Platz vor der Neuen Messe übertragen worden war. 2018 wanderte der Name Europaplatz zum bis dahin namenlosen Platz am Siegesdenkmal und der vor der Messe wurde in Neuer Messplatz umbenannt.

### Platz der Alten Synagoge

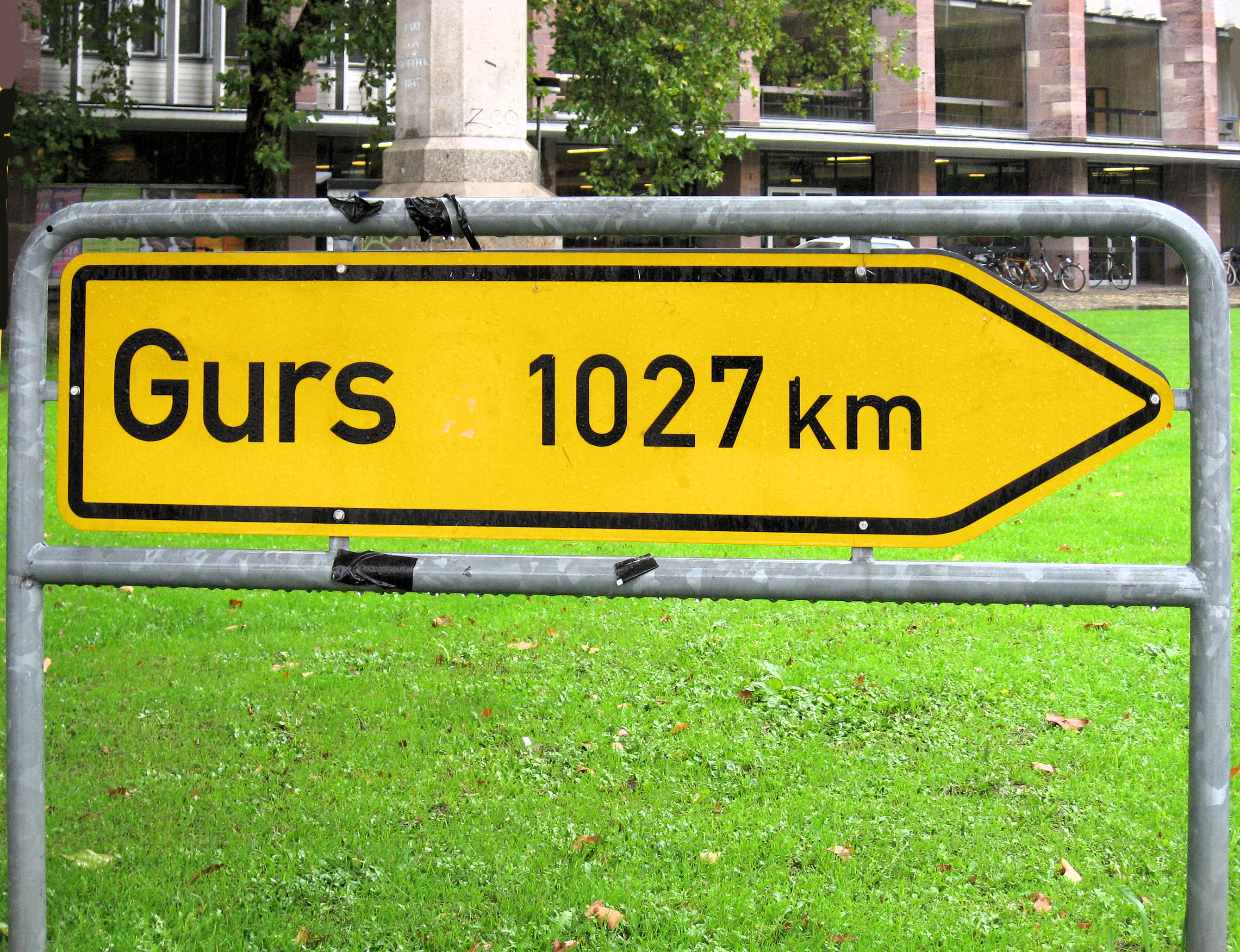
Gurs-Mahnmal, alter Standort

Im Jahr 2000 stellte die Künstlergruppe Büro für ungewöhnliche Maßnahmen einen gelben Wegweiser im Stil eines Verkehrszeichens auf, der die Aufschrift Gurs 1027 km trägt. Das erst nachträglich von der Stadtverwaltung genehmigte Mahnmal soll an die 1940 im Rahmen der Wagner-Bürckel-Aktion deportierten badischen Juden, darunter mehr als 400 aus Freiburg und näherer Umgebung erinnern. Ergänzt wurde das Verkehrshinweisschild durch eine Erklärungstafel. Vergleichbare Gurs-Mahnmale gibt es auch in anderen badischen und pfälzischen Städten; unter anderem in Mannheim, Bruchsal, Ludwigshafen und Neustadt an der Weinstraße.

#### Planungen zur Umgestaltung
Ende 2004 veranstaltete die Freiburger Stadtverwaltung an zwei Terminen eine „Planungswerkstatt Platz der Alten Synagoge“, die Vorschläge und Konzepte einer Platzumgestaltung und Ideen zur künftigen Nutzung entwickeln sollte. Am 21. März 2006 beschloss der Freiburger Gemeinderat den Umbau des Platzes der Alten Synagoge und brachte die neue Platzgestaltung öffentlich zur Ausschreibung. Die Wettbewerbsteilnehmer waren aufgefordert, neben allgemein urbanen Bebauungskonzepten auch „das Thema ‚Alte Synagoge‘ im Entwurf mit gestalterischen oder künstlerischen Mitteln aufzugreifen.“ Dabei sollte die „Erinnerung und Information zur Alten Synagoge und zum früheren bzw. heutigen jüdischen Leben in der Stadt“ berücksichtigt werden und „der Bereich der Alten Synagoge in der Platzkonzeption eher einen ruhigeren Charakter erhalten, zugleich aber auch Ort der Begegnung (‚Knesset‘) sein.“
Der siegreiche Entwurf des Architekten und Stadtplaners Volker Rosenstiel und des Landschaftsarchitekten Martin Schedlbauer vom Landschaftsarchitekturbüro faktorgruen wurde in den Folgejahren noch mehrmals modifiziert. Der Platz sollte grundsätzlich in seiner Funktion als große Freifläche zwischen dem Stadttheater und der Universität erhalten bleiben. Da der Rotteckring mit der seinerzeitigen Verkehrsführung den zweitgrößten Platz der Stadt zerschnitten habe, sei dieser in seiner Gesamtheit nicht wahrgenommen worden. Deshalb sei aus Sicht der Stadt ein Umbau notwendig geworden, mit dem optisch die Flächen der aufgehobenen vierspurigen Straße und des Theatervorplatzes einbezogen werden. Die bestehenden Denkmäler sollten erhalten bleiben. Zusätzlich sollte ein Wasserbassin in Lage und Größe den exakten Grundriss der Alten Synagoge auf dem Platz nachzeichnen und an diese im Sinne einer Gedenkstätte symbolisch erinnern.
Ebenfalls im Frühjahr 2006 hatte das Universitätsbauamt Freiburg in Vertretung des Landes Baden-Württemberg einen begrenzt offenen Wettbewerb zur Neugestaltung der Universitätsbibliothek ausgelobt. Der umgesetzte siegreiche Entwurf eines fast vollständigen Neubaus durch des Basler Architekturbüro Degelo Architekten wurde im Oktober 2017 eröffnet.
Im Jahr 2007 wurde, anlässlich des Universitätsjubiläums, der verbleibende Teil des Werthmannplatzes in Platz der Universität umbenannt. Um Werthmann weiterhin mit einer Straße ehren zu können, wurde der Werderring in Werthmannstraße umbenannt.

#### Umbau

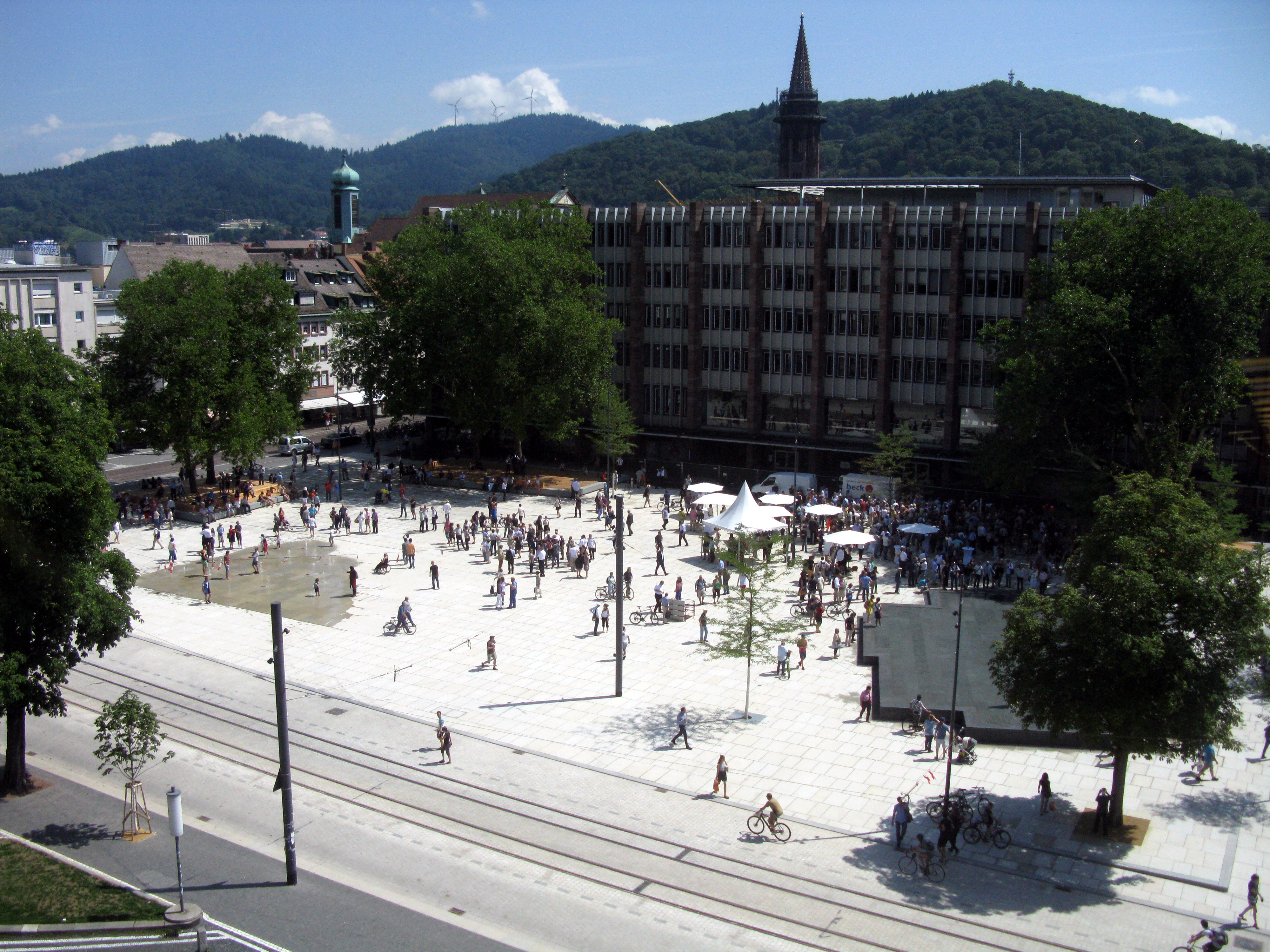
Freigabe des umgebauten Platzes der Alten Synagoge am 2. August 2017

Als Bestandteil des Projekts „Stadtbahn und Umgestaltung Rotteckring“ haben die Arbeiten 2012 mit der Sperrung des Rotteckrings begonnen und waren 2018 abgeschlossen. In seiner Sitzung am 10. Dezember 2013 beschloss der Gemeinderat weitere Änderungen an dem sieben Jahre alten Plan, die auf Kritik der Freiburger Architektenkammer stießen. Nachdem bereits 2010 der Informationspavillon durch Bäume zur Beschattung des Platzes ersetzt wurde, sollte nun der Umbau des Theatervorplatzes eingespart und an Stelle des geplanten Wasservorhangs das urban gardening weitergeführt werden. Zur weiteren Verbesserung des Mikroklimas war geplant, in der Mitte des Platzes einen Wassersprudler zu installieren. Am 18. April 2016 erfolgte der offizielle Spatenstich für den Umbau des Platzes. Kurz darauf wurden Gleise für die Straßenbahn verlegt und an das bestehende Gleisnetz in der Bertoldstraße angeschlossen. Wegen des Theatervorplatzes und der direkt nördlich an die Kreuzung angrenzenden neuen Haltestelle konnte ein direkter Gleisbogen zwischen der Stadtbahn Rotteckring und der Ost-West-Achse nur für die Relation Erbprinzenstraße–Bertoldsbrunnen realisiert werden. Das Rotteckdenkmal wurde erneut eingelagert und die Liegende wurde im Inneren des Kollegiengebäudes II aufgestellt. Die Synagogengedenktafel lag vorübergehend vor der neuen Synagoge in der Engelstraße und wurde in den Brunnen am alten Standort integriert.

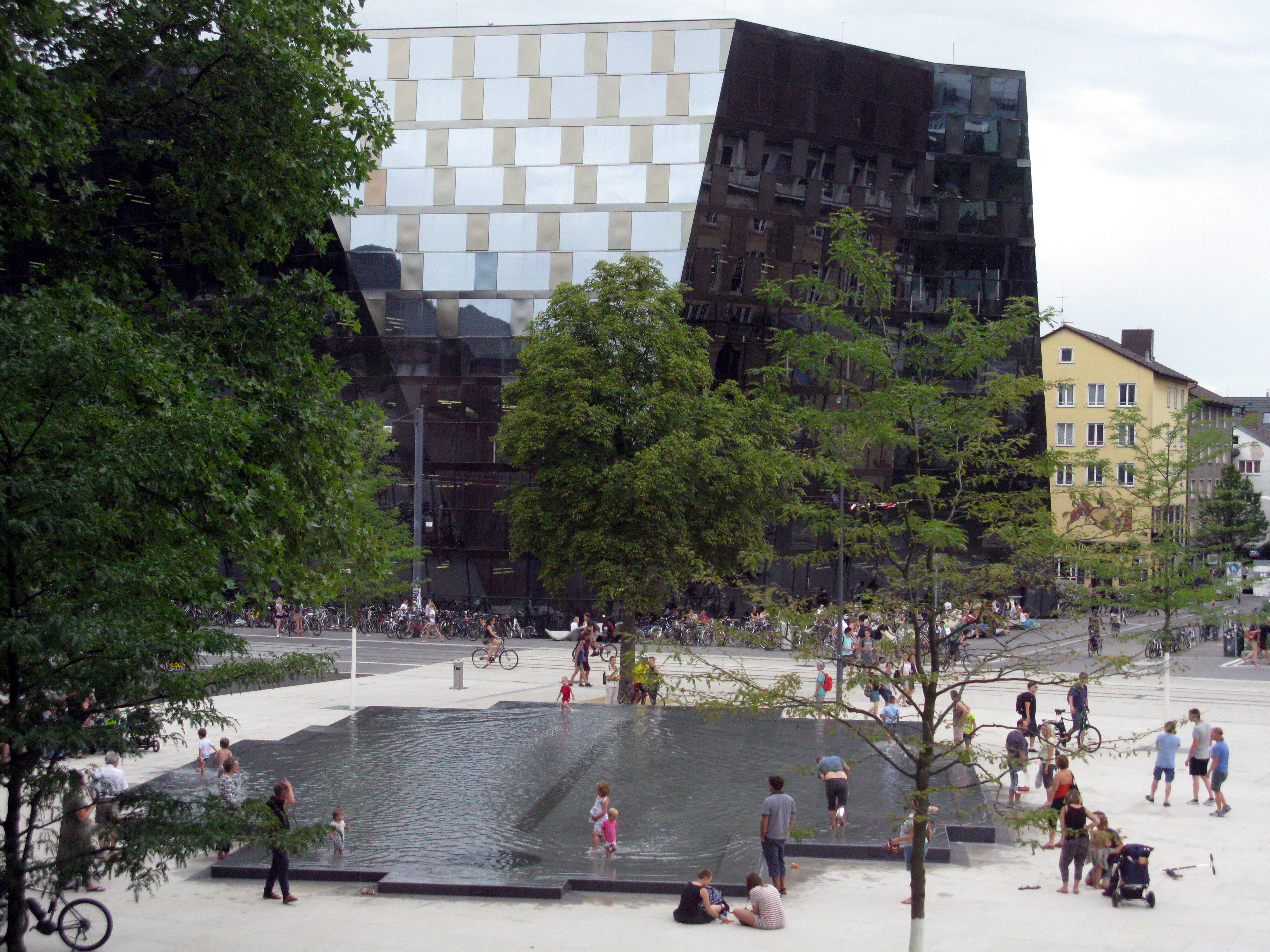
Platz der Alten Synagoge, Wassertisch und Universitätsbibliothek, Blick vom KG II

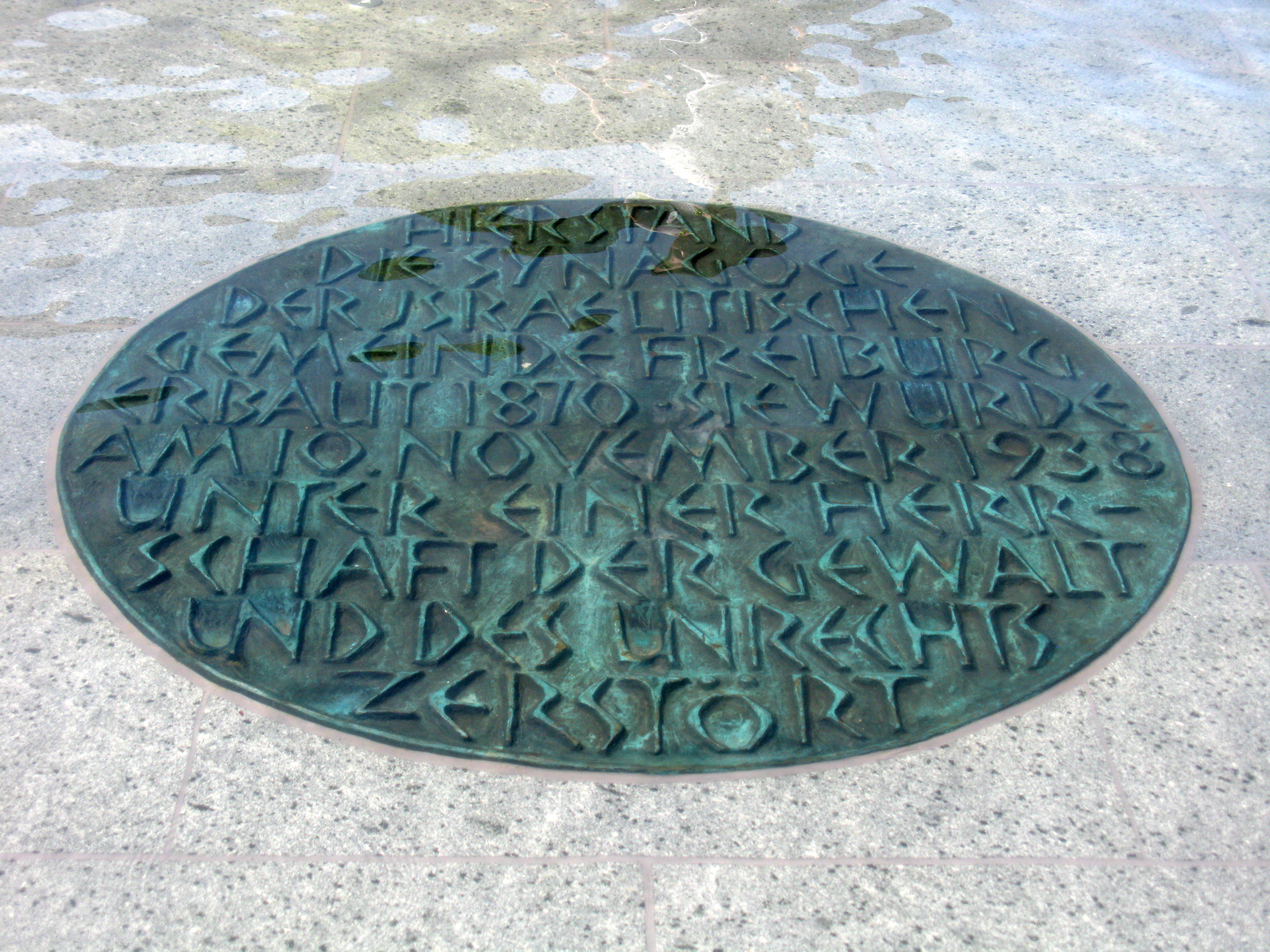
Gedenktafel nach dem Platzumbau im Brunnen

Ende September 2016 wurden bei den Erdarbeiten für den Synagogen-Grundriss-Brunnen Fundamentreste des jüdischen Gotteshauses gefunden. Es folgte eine öffentliche Debatte über eine Planänderung zum sichtbaren Erhalt der Steine. Sie wurde durch einen Gemeinderatsbeschluss am 15. November 2016 offiziell beendet, in dessen Folge ab Mitte November die verbliebenen Mauerfragmente mit Geotextil abgedeckt und mit Erde verfüllt wurden, um die Fundamentierung des Wasserbassins vorzubereiten; bereits Anfang November waren einige der freigelegten Steinreihen abgetragen worden. Bis Frühjahr 2018 soll in einem Moderationsverfahren der Umgang mit den Steinen festgelegt werden. 40 000 Euro sind dafür sind für zwei Jahre bewilligt worden.
Im Untergrund wurde eine Brunnenstube angelegt. Im März 2017 wurden auf dem Platz eine Platane – für eine beim Umbau beschädigte und gefällte – und neun Lederhülsenbäume gepflanzt. Sie erhielten ein unterirdisches Bewässerungssystem. Ursprünglich war die Bepflanzung mit Purpur-Erlen (Alnus spaethii) geplant, wovon jedoch wegen erhöhtem Allergierisiko Abstand genommen wurde. Da die Arbeiten schneller vorangingen als geplant, konnte der Platz – drei Monate früher als geplant – bereits am 2. August 2017 offiziell eingeweiht werden. Zwischen den 3000 Granitplatten, die aus einem Steinbruch im Bayerischen Wald kamen, sind auf dem Platz 12 Wasserdüsen installiert, die 1,5 Meter hohe Wasserfontänen sprühen können. Die hölzernen Sitz- und Liegepodeste um die großen Bäume herum waren ursprünglich nicht vorgesehen. Weil die einstige Wiese mit ihrer Sandsteinmauer einen halben Meter höher lag, liegen die Baumwurzeln über dem Platzniveau. Es ist „die größte nichtkommerzielle Sitzfläche in der Innenstadt“, so der Leiter des Garten- und Tiefbauamtes Frank Uekermann. Rund 30 Tonnen Gewicht kann der Platz tragen. Allerdings ist das Problem der Fahrradabstellplätze noch nicht gelöst. Die Kosten für die Umgestaltung blieben bei 9,4 Millionen Euro. Gegen Ende Juli begann schon der Testlauf für den Gedenkbrunnen, der eine spiegelglatte Wasseroberfläche zeigte.
Am südlichen Ende des Platzes fehlen noch die Granitplatten, denn zwischen dem Synagogenbrunnen und dem Kollegiengebäude I ist die Baustellenzufahrt für die Sanierung des Kollegiengebäudes II zum Platz der Weißen Rose. Erst danach sollen sie verlegt werden.

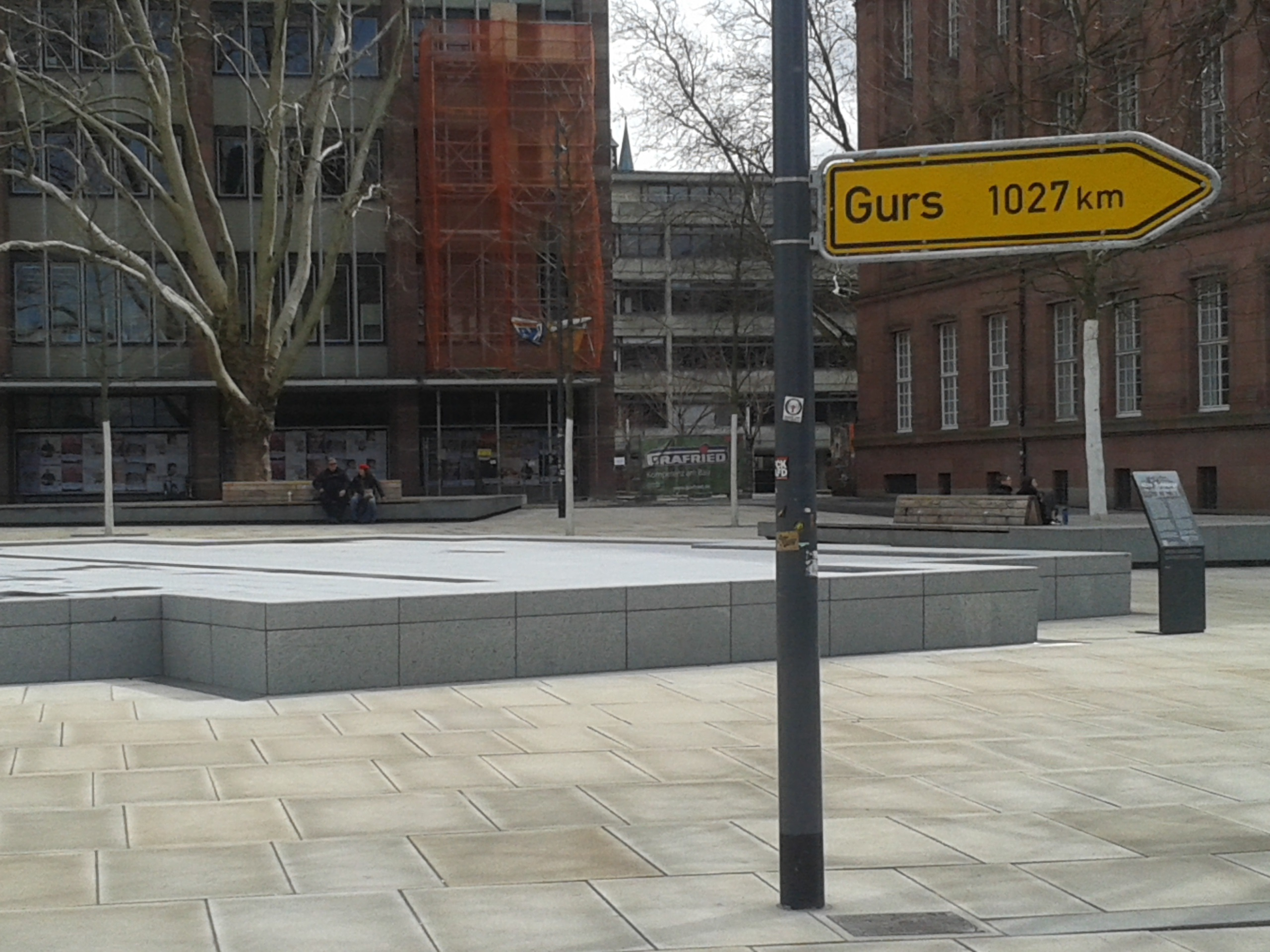
Gurs-Mahnmal mit Texttafel, Standort nach dem Platzumbau, März 2018

Als Anfang 2018 das beim Umbau des Platzes entfernte Gurs-Mahnmal (das „Verkehrsschild“) mit Erklärungstafel wieder aufgestellt werden sollte, gab es Meinungsverschiedenheiten über den Standort. Während die Stadtverwaltung es an der Südwestecke des Platzes in der Nähe des Gedenkbrunnens aufstellen wollte, bevorzugten andere den alten Standort an der Bertoldstraße. Ende März 2018 wurde das Gurs-Mahnmal schließlich an einem Laternenmast westlich des Gedenkbrunnens angebracht und die erläuternde Texttafel in die Steinplatte darunter eingelassen.

#### Nutzung
Da die hellen Granitplatten durch die intensive Nutzung schnell verschmutzen, hat die Stadtreinigung schon kurz nach der Eröffnung für 350.000 Euro ein spezielles Reinigungsfahrzeug angeschafft, das mit Dampf aus nanofiltriertem Wasser den Platz reinigt.
Weil immer wieder Menschen den Brunnen als Planschbecken missbrauchen, wurden im November 2017 zwei Informationsstelen aufgestellt, die über die frühere Synagoge informieren und um angemessenes Verhalten bitten. Weil diese Maßnahme wenig Wirkung zeigte, gab die Stadt im April 2019 einen Maßnahmenkatalog bekannt. Nach dem wurden im August 2019 an acht Stellen um den Brunnen Tafeln mit Piktogrammen installiert, die verdeutlichen sollen, wie man sich respekt- und würdevoll verhält. Anfang November 2020 kam mit dem Zonierungsband ein 96 Meter langes bronzenes Band in einem Rechteck mit einigem Abstand zum Brunnen hinzu. Es soll nachts beleuchtet werden. Das reliefartige Band aus einer Kunstgießerei enthält die Worte „Erinnere Dich“ in acht Sprachen (Deutsch, Hebräisch, Englisch, Französisch, Italienisch, Spanisch, Arabisch und Russisch). Eine digitale Informationsstele soll folgen. Die beiden jüdischen Gemeinden sind geteilter Meinung zu dem Vorhaben. Seit Dezember steht ein bronzenes Modell der Synagoge, wie sie vor der Zerstörung in der Reichspogromnacht Jahr 1938 ausgesehen hat am Brunnen. Geschaffen hat es der Bildhauer Tobias Eder. Auf dem Sockel des Modells ist die Inschrift „Denn mein Haus wird ein Haus des Gebets für alle Völker genannt werden, Jesaja 56,7“ auf Deutsch, Hebräisch, Englisch und Französisch zu lesen. Das Zitat stand in ähnlicher Form an dem Eingang der alten Synagoge.
Seit im Frühjahr 2019 der Rotteckring fertiggestellt wurde und die Stadtbahn fährt, fahren immer wieder Kraftfahrzeuge verbotenerweise über den Platz der Alten Synagoge, der Fußgängerzone und nur für den Lieferverkehr freigegeben ist. Der Gemeindevollzugsdienst kontrolliert und stellt Verwarnungen aus. Auch ein mobiler Blitzer wurde schon eingesetzt. Der FR 6 verläuft zwischen dem Platz der Alten Synagoge und der Universitätsbibliothek.

### Platz der zerstörten Synagoge?
Der Historiker Bernd Martin, Vorsitzender der Kommission zur Überprüfung der Freiburger Straßennamen, schlug 2016 vor, dem Platz den Namen „Platz der zerstörten Synagoge“ zu geben, was auf Zustimmung von Oberbürgermeister Dieter Salomon stieß.
Im Juli 2017 berief sich die SPD-Fraktion des Freiburger Gemeinderates auf diesen Vorschlag und stellte in einem Brief an den Oberbürgermeister den entsprechenden Antrag, den „Platz der Alten Synagoge“ in „Platz der zerstörten Synagoge“ umzubenennen. Der bisherige Platzname erwecke den Anschein, so die SPD-Stadträte, „dass an jenem Platz ein aus welchen Gründen auch immer nicht mehr benötigtes Gotteshaus gestanden habe“; die „euphemistische bisherige Benennung täuscht darüber hinweg, was tatsächlich geschah, nämlich die Zerstörung des Gotteshauses der jüdischen Bevölkerung Freiburgs als Teil des Vernichtungszuges des nationalistischen Deutschen Reiches“. Im Gegensatz zu Salomon und der Mehrheit des Gemeinderates sprach sich die jüdische Gemeinde gegen eine Umbenennung aus.
Am 18. September 2017 beschloss der Hauptausschuss des Gemeinderates, den Vorschlag einer Platzumbenennung nicht weiter zu verfolgen.